# Bruno Akrapović
Bruno Akrapović (* 26. September 1967 in Zenica, SFR Jugoslawien) ist ein ehemaliger bosnisch-herzegowinischer Fußballspieler und derzeitiger Trainer.

## Spielerkarriere

### Verein
Der defensive Mittelfeldspieler Akrapović wechselte 1988 von seinem Jugendverein NK Čelik Zenica nach Deutschland, wo er zunächst unterklassig bei SV Arminia Hannover, Göttingen 05 und TuS Celle spielte.
1992 wechselte Akrapović zum Zweitligisten VfL Wolfsburg und wurde dort auf Anhieb Stammspieler. Nach 79 Spielen für die Wölfe ging er 1994 zum 1. FSV Mainz 05, wo er in den folgenden drei Jahren 97 Zweitligaspiele bestritt.
Nachdem Akrapović 1997 mit den Mainzern den Aufstieg in die Bundesliga verpasst hatte, wechselte er zum damals ambitionierten Verein Tennis Borussia Berlin, der mit zahlreichen prominenten Neuzugängen in die Bundesliga aufsteigen wollte. Nachdem dieses Unterfangen 2000 sportlich scheiterte und durch die Lizenzverweigerung am Ende der Saison 1999/2000 mit einem Zwangsabstieg in die Regionalliga endete, wechselte er 2000 zu Energie Cottbus, wo er zwei Saisons erstklassig spielte. Nach 60 Spielen in den ersten beiden Bundesligajahren der Cottbuser verlor Akrapović seinen Stammplatz und wechselte Ende 2002 zum Regionalligisten FC Rot-Weiß Erfurt. Dort hatte er mit Verletzungen zu kämpfen und stand nur neunmal auf dem Feld. In der folgenden Saison ging er zum Ligakonkurrenten Kickers Offenbach, bei dem er in den folgenden zwei Spielzeiten Stammspieler wurde und 55 Spiele absolvierte. Nach dem Ende seines Engagements in Offenbach kehrte er zu Arminia Hannover zurück.

### Nationalmannschaft
Für die Bosnisch-herzegowinische Fußballnationalmannschaft war er bis 2002 aktiv und bestritt insgesamt 18 Länderspiele.

## Trainerlaufbahn
Im Anschluss an seine Spielerkarriere begann Akrapović 2006 zunächst als Spieler- und Co-Trainer in Deutschland tätig zu sein, unter anderen 2008 kurzfristig als Co-Trainer von Bernd Hollerbach bei der zweiten Mannschaft des VfL Wolfsburg. Von August 2008 bis Juni 2009 war er als Assistent von Jürgen Röber beim russischen Erstligisten Saturn Ramenskoje tätig und anschließend von Juni 2009 bis 2011 wieder Spielertrainer, diesmal in der 1. Kreisklasse bei DJK Germania Wolfsburg.
Ab 2011 begann seine Karriere als Cheftrainer bei verschiedenen kroatischen Vereinen, bis er im November 2014 in Gibraltar den Erstligisten Europa FC übernahm.
Anschließend war er wieder auf dem Balkan aktiv, u. a. in Albanien und Bulgarien. Seit Beginn der Saison 2021/22 ist er zum zweiten Mal Trainer des nordmazedonischen Erstligisten KF Shkëndija.

## Sonstiges
Akrapović trug bei jedem seiner deutschen Vereine die Rückennummer 8. Der Grund dafür ist das Datum seiner Einreise nach Deutschland (8. August 1988). Auch die Frisur, die er an diesem Tag trug, behielt er stets bei.
Sein Sohn Aaron war italienischer Jugend-Nationalspieler und spielte beim Europa FC in Gibraltar unter seinem Vater.